# Okres Hrubieszów
Okres Hrubieszów (polsky Powiat hrubieszowski) je okres v polském Lublinském vojvodství, u hranic s Ukrajinou. Rozlohu má 1269,45 km² a v roce 2020 zde žilo 62 009 obyvatel. Sídlem správy okresu je město Hrubieszów. 

## Gminy
Městská:
- Hrubieszów

Vesnické:
- Dołhobyczów
- Horodło
- Hrubieszów
- Mircze
- Trzeszczany
- Uchanie
- Werbkowice

## Sousední okresy
| Růžice kompasu |                   | Chełm            |  | Růžice kompasu |
| Růžice kompasu | Zamość            | Sever            |  | Růžice kompasu |
| Růžice kompasu | Zamość            | Okres Hrubieszów |  | Růžice kompasu |
| Růžice kompasu | Zamość            | Jih              |  | Růžice kompasu |
| Růžice kompasu | Tomaszów Lubelski |                  |  | Růžice kompasu |